# Libertà e Democrazia Diretta
Libertà e Democrazia Diretta - Tomio Okamura (in ceco Svoboda a přímá demokracie - SPD) è un partito politico ceco di destra ed estrema destra fondato nel maggio 2015 a seguito di una scissione da Alba della Democrazia Diretta (Úsvit).

## Storia
Il partito si è affermato su iniziativa di Tomio Okamura e Radim Fiala: otto parlamentari eletti nelle liste dell'Úsvit lasciarono il partito e si iscrissero al gruppo parlamentare degli indipendenti.
Alle elezioni parlamentari del 2017 il partito ha ottenuto il 10,64% dei consensi, conquistando 22 seggi alla Camera dei deputati e diventando la quarta forza del paese. Alle successive elezioni parlamentari del 2021, ha ottenuto il 9,56% dei voti, confermandosi quarta potenza politica della nazione.

## Ideologia
Il partito si colloca a destra ed estrema destra e ha idee sovraniste, euroscettiche, anti-immigrazione e favorevoli alla democrazia diretta.
Durante la campagna elettorale del 2017 il partito propose la tolleranza zero verso l'immigrazione irregolare, con politiche antislamiche, e di indire un referendum per l'uscita del paese dall'Unione europea.
Il nome del partito deriva da quello del gruppo Europa della Libertà e della Democrazia Diretta al parlamento europeo.
Il partito ha legami con il Front National di Marine Le Pen e con Alternative für Deutschland.
Nel dicembre 2017 l'SPD ha ospitato una conferenza del Movimento per un'Europa delle Nazioni e della Libertà a Praga.

## Risultati elettorali
| Elezione          | Voti    | %     | Seggi    |
| ----------------- | ------- | ----- | -------- |
| Parlamentari 2017 | 538.574 | 10,64 | 22 / 200 |
| Europee 2019      | 216.718 | 9,14  | 2 / 21   |
| Parlamentari 2021 | 513.900 | 9,56  | 20 / 200 |
| Europee 2024      | 170.172 | 5,73  | 1 / 21   |
| 1.                |         |       |          |